# Büri
|  | Per a altres significats, vegeu «Buri». |

Büri (llop) fou fill de Mutugen i net de Txagatai Khan. Segons Raixid-ad-Din Hamadani, la mare de Büri fou l'esposa d'un oficial de Txagatai de gran bellesa per la qual Mutugen es va sentir atret i la va deixar embarassada, però no s'hi va casar i només es va quedar amb el fill, que fou Büri. El 1221 Motugen va morir en el setge de Bamian. Era el fill preferit de Txagatai Kan i es va quedar amb els seus fills, i fou, per tant, ell qui va criar a Büri.
Aficionat al beure i molt temperamental, va participar en la campanya europea del temps d'Ogodei, dirigida pel general Subotai. En aquestes campanyes van esclatar dissensions: Guyuk i Büri no estaven d'acord amb la preeminència de Batu Khan, i donaren mostres clares d'insubordinació. Ogodei els va haver de cridar a Mongòlia. Büri va tenir fins i tot un altercat violent amb Batu. En canvi, Mongke, fill de Tului, va deixar l'exèrcit però va romandre en bons termes amb Batu. Büri fou enviat amb el seu avi Txagatai per Ogodei, però al cap d'un any va retornar a Europa i va participar en la campanya de Valàquia. Presoners alemanys de la batalla de Legnica (1241) van treballar després per Büri a mones a Jungària.
A la mort de Guyuk el 1248, va donar suport a la regent Oghul Qaïmich khatun però el 1251, per influència de Batu Khan, el poder a l'imperi va passar de la branca d'Ogodei a la de Tului. Aquest virtual cop d'estat fou possible per la debilitat dels prínceps ogodeïdes, tots joves, i per la influència de Batu Khan com a degà dels genguiskànides i cap de la branca major. Però això trencava la legitimitat i els perjudicats no s'hi podien conformar. Entre les revenges que es van produir hi va haver la de Buri, enfrontat amb Batu Khan durant l'expedició a Europa, que li fou entregat i el va fer matar (1252).